# Ếch xanh hmong
Odorrana hmongorum là một loài ếch trong họ Ranidae. Nó là loài đặc hữu của Việt Nam.
Các môi trường sống tự nhiên của chúng là rừng mây ẩm nhiệt đới và cận nhiệt đới và sông. Tình trạng bảo tồn của nó hiện chưa đủ thông tin.
Loài này được phát hiện năm 2003 tại khu vực Sa Pa, Lào Cai.